# Гёрке, Кристин
Кристин Гёрке (англ. Christine Goerke; род. 1969) — американское драматическое сопрано.

## Детство и образование
Дочь Ричарда Герке и Маргариты Герке. Кристин Герке родилась в 1969 году в штате Нью-Йорк. Она выросла в Медфорде, штат Нью-Йорк, где посещала начальную школу Tremont, среднюю школу Oregon Avenue и среднюю школу Патчог-Медфорд . После окончания школы Гёрке училась в SUNY Fredonia в течение одного семестра осенью 1986 года, на музыкального педагога по специальности — кларнет. В течение своего обучения Кристин стала все более и более интересоваться вокальной музыкой и в конечном счете решила получить степень по вокальному исполнительству. В 1989 году Гёрке поступила в студенческую музыкальную программу в университете Стони Брук, которую она закончила весной 1994 года со степенью по вокалу. Гёрке была участницей Программы молодых артистов Метрополитен-опера с 1994 по 1997 год.

## Карьера
Гёрке начала свою карьеру с исполнения второстепенных ролей в Метрополитен-опера в рамках программы молодых артистов. Среди других ролей она появилась в роли Первой леди опере Моцарта «Вошлебная флейта», Верховной жрицы в «Аиде» Верди и корабельного доктора / космического близнеца в опере Филиппа Гласса «Вояж». В сезоне 1997/98 Гёрке исполнила свою первую главную роль в Метрополитен-опера — ею стала донна Эльвира в опере Моцарта «Дон Жуан» .
В 1997 году Герке получила свою первую главную роль за пределами MET, главной роли «Ифигении из Тавриды» в Glimmerglass Opera. В том же году исполнила ту же роль в Нью-Йоркской опере, а также на концерте с Boston Baroque в Джордан Холл в Бостоне в 2000 году. Существует запись выступления.
После того, как её голос изменился, Гёрке перешла к ролям, требующим более мощного голоса, таким как героини опер Вагнера. В 2013 году Гёрке исполнила роль Жены Дайера в «Женщина без тени» в Метрополитен-опера, получив широкое признание критиков, после чего ей предложили роль Брунгильды в постановке цикла «Кольца нибелунга» в 2018/19 годах. В том же оперном театре в 2015 году она исполнила главную партию в «Турандот» Пуччини.
Гёрке сотрудничала с Эдинбургским международным фестивалем, дебютировав в роли Брунгильды в постановке «Валькирии» 2017 года, вернулась с оперой «Зигфрид» в 2018 году и завершила «Гибелью богов» в 2019 году.
2 октября 2005 года Гёрке вышла замуж за Джеймса Холлоуэе, бывшего шеф-повара, который сейчас работает в строительном бизнесе своей семьи У них две дочери, и они являются жителями Тинека в Нью-Джерси.

## Награды
Гёрке получила множество призов и выиграла несколько музыкальных конкурсов. Она выиграла учебный грант Роберта Джекобсона (1994), награду ARIA (1996), и премию Джорджа Лондона (1996), а также карьерный грант Ричарда Такера (1997). В 2001 году Гёрке была удостоена престижной премии Ричарда Такера. Она также была отмечена наградой Фонда Лотте Леманна. В 2010 году она получила Премию выдающихся выпускников Университета Стони Брук.
Гёрке присутствует на двух компакт-дисках, удостоенных премии Грэмми: запись 1999 года «Военного реквиема» Бенджамина Бриттена с Национальным симфоническим оркестром и запись 2003 года Ральфа Вогана Уильямса "Морская симфония» с Робертом Спано и Симфоническим оркестром Атланты. В 2014 году она получила награду Хелпманн за лучшую женскую роль в опере за выступление в Электре с Сиднейским симфоническим оркестром.

## Роли
| - Агриппина, «Агриппина» (Гендель) - Альцина, «Альцина» (Гендель) - Алиса Форд, «Фальстаф» (Верди) - Ариадна, «Ариадна на Наксосе» (Рихард Штраус) - Армида, «Ринальдо» (Гендель) - Брунгильда, «Валькирия», «Зигфрид» и «Гибель богов» (Вагнер) - Кассандра, «Троянцы» (Берлиоз - Хрисофемида, «Электра» (Рихард Штраус) - Графиня Альмавива, «Свадьба Фигаро» (Моцарт) - Донна Анна, «Дон Жуан» (Моцарт) - Донна Эльвира, «Дон Жуан» (Моцарт) - Жена красильщика, «Женщина без тени» (Рихард Штраус) - Электра, «Электра» (Рихард Штраус) - Электра, «Идоменей» (Моцарт) - Эллен Орфорд, «Питер Граймс» (Бенджамин Бриттен) - Елизавета, «Тангейзер» (Вагнер) - Женский хор, «The Rape of Lucretia» (Бенджамин Бриттен) | - Фьордилиджи, «Так поступают все» (Моцарт) - Гутруна, «Гибель богов» (Вагнер) - Ифигения, «Iphigénie en Tauride» (Глюк) - Кундри, «Парсифаль» (Вагнер) - Леди Макбет, «Макбет» (Верди) - Леонора, «Фиделио» (Бетховен) - Маршальша, «Кавалер розы» (Рихард Штраус) - Мюзетта, «Богема» (Пуччини) - Норма, «Норма» (Беллини) - Мадам Лидуан, «Диалоги кармелиток» (Пуленк) - Ортруда, «Лоэнгрин» (Вагнер) - Розалинда, «Летучая мышь» (Иоганн Штраус-сын) - Зиглинда, «Валькирия» (Вагнер) - Сента, «Летучий голландец» (Вагнер) - Третья норна, «Гибель богов» (Вагнер) - Турандот, «Турандот» (Пуччини) - Вителлия, «Милосердие Тита» (Моцарт) |

## Избранная дискография
- Liebslieder Waltzes Брамса с Робертом Шоу и певцами фестиваля Роберта Шоу], Telarc Records, 1993.
- Матер Стабат Дворжака с Робертом Шоу и Атлантическим симфоническим оркестром, Telarc Records, 2000.
- Томас Беверидж, Йизкор Реквием, Naxos American Classics, 2000.
- Военный реквием Бенджамина Бриттена с Робертом Шафером и Национальным симфоническим оркестром, Наксос, 2000.
- Iphigénie en Tauride Кристофа Виллибальда Глюка с Бостонским барокко, Теларк, 2000.
- Морская симфония Ральфа Вогана Уильямса с Атлантическим симфоническим оркестром, Теларк, 2002.